# ايمانويل ميندي
ايمانويل ميندي (بالإسبانية: Emmanuel Mendy)‏ (30 مارس 1990 في السنغال - ) هو لاعب كرة قدم إسباني في مركز الدفاع. لعب مع نادي إلدنس.

## روابط خارجية
- ايمانويل ميندي على موقع قاعدة بيانات كرة القدم.إي يو (الإنجليزية)
- ايمانويل ميندي على موقع ناشيونال فوتبول تيمز (الإنجليزية)
- ايمانويل ميندي على موقع Soccerway.com (الإنجليزية)